# Sigvard Lindqvist
Fritz Sigvard "Sigge" Lindqvist, född den 10 februari 1924 i Kalmar, död 6 maj 2004 i Uppsala, var en författare och lärare i ryska på Försvarets Tolkskola i Uppsala 1957–1989.

## Biografi
Sigvard Lindqvist avlade studentexamen vid Linköpings högre allmänna läroverk 1942, och kom samma år till Uppsala universitet där han började studera nordiska språk. Han studerade sedan finsk-ugriska språk, med även studier i finska i Finland. Därefter började hans studier i de slaviska språken, särskilt i hans senare huvudspråk som lärare, ryska. Han var också reservofficer vid Upplands regemente och tjänstgjorde vid Försvarsstaben.  
1957 var Lindqvist drivande i att bilda Försvarets Tolkskola i Uppsala som de första året utgjorde en försöksverksamhet men snart permanentades. Tolkskolan utbildar värnpliktiga i språk, genom åren mest ryska språket, och i förhörstjänst. Lindqvist tjänstgjorde som huvudlärare i ryska fram till sin pensionering 1989 varefter han efterträddes av en av sina första elever, Jan Erik Walter. Under Lindqvists period som huvudlärare examinerades ungefär 1000 tolkar från Tolkskolan av vilka många sedan gått till betydande poster i näringsliv, akademi och offentlig tjänst. 
Lindqvist skrev under åren 1959–1974 totalt 66 reseskildringar av livet bakom järnridån som understreckare i Svenska Dagbladet. De uppmärksammade reseskildringarna var essäer om vardagslivet i Sovjetunionen och Östblocket under "realsocialismen", och om möten med intressanta personligheter där.

## Utmärkelser
- Hedersdoktor vid Uppsala universitet 1988 [7]